# Appellationsgerichtshof Köln
Der Appellationsgerichtshof Köln war ab 1814 eines von drei Appellationsgerichten im linksrheinischen Teil der Vorgängerprovinzen der späteren Rheinprovinz. Im Jahre 1819 wurde es das alleinige Appellationsgericht. Im Rahmen der Reichsjustizgesetze wurde es 1879 in das Oberlandesgericht Köln umgewandelt.

## Entstehung
Nach der Völkerschlacht bei Leipzig brach 1814 die französische Herrschaft in Deutschland zusammen. Das linke Rheinufer wurde in seinem nördlichen Teil preußisch.
Preußen übernahm die französischen Gerichte. Die bisherigen Friedensgerichte blieben bestehen, die Tribunale erster Instanz wurden in Kreisgerichte umbenannt. Als obere Gerichte bestanden:
- Revisionshof Koblenz[1]
- Kassationshof Düsseldorf[2]

Darunter bestanden drei Appellationsgerichtshöfe:
- Appellationsgerichtshof Düsseldorf (dem Kassationshof Düsseldorf untergeordnet)
- Appellationsgerichtshof Köln (dem Revisionshof Koblenz untergeordnet)
- Appellationsgerichtshof Trier (dem Revisionshof Koblenz untergeordnet)

Den Appellationsgerichtshöfen waren die Kreisgerichte und Handelsgerichte untergeordnet.
Der Appellationsgerichtshof Köln war gebildet worden, da der Gerichtssprengel des Appellationsgerichtshofs Lüttich sich nun auf verschiedene Staaten verteilte. Der Appellationsgerichtshof Lüttich war für das Département Meuse-Inférieure und das Département Ourthe zuständig gewesen. Diese Teile waren 1814 weitaus überwiegend Teil des Königreichs der Vereinigten Niederlande geworden. Seit 1805 gehörte aber auch das Département de la Roer zum Gerichtssprengel des Lütticher Gerichtes. Dieses und die kleinen Teile der anderen beiden Départements bildeten den Gerichtsbezirk des neuen Appellationsgerichtshofs Köln.

## Gerichtsreform 1819
Im Jahre 1816 wurde die Rheinische Immediat-Justiz-Kommission eingerichtet, die direkt dem Staatskanzler unterstellt war. Vorsitzender war Christoph von Sethe, weitere Mitglieder waren der Düsseldorfer Appellationsgerichtsrat Moritz Bölling, der Aachener Tribunalspräsident Bartholomäus Fischenich, der Glogauer Oberlandesgerichtsrat Heinrich August Simon und später Johann Friedrich Müller vom Justizsenat Ehrenbreitstein und Peter Schwarz aus Trier. Die Rheinische Immediat-Justiz-Kommission erhielt den Auftrag, ein Gutachten über die künftige Rechts- und Gerichtsordnung in der Rheinprovinz zu erstellen. Diese wurde im Februar 1818 vorgelegt und sah im Wesentlichen ein Festhalten an der bestehenden Gerichtsverfassung und Rechtsordnung vor. Justizminister Friedrich Leopold von Kircheisen legte jedoch ein Gegengutachten vor, dass die Einführung der preußischen Regelungen forderte. Hardenberg beauftragte Heinrich Gottfried Wilhelm Daniels mit einem Gutachten. Diesem gelang es, das Kabinett von Verwendung des französischen Rechts zu überzeugen.
Im Jahre 1819 wurde die Gerichtsorganisation entsprechend neu geordnet. Im Grundsatz hielt man an der französischen Gerichtsorganisation fest, organisierte nur die Ober- und Mittelgerichte neu. Mit Kabinettsorder vom 21. Juni 1819 wurden der Revisionshof Koblenz und der Kassationshof Düsseldorf aufgelöst. Seine Aufgaben gingen an den neuen Rheinischen Revisions- und Kassationshof mit Sitz in Berlin über. Die drei Appellationsgerichtshöfe Düsseldorf, Köln und Trier wurden mit Kabinettsorder vom 21. Juni 1819 mit Wirkung zum 31. August 1819 im Appellationsgerichtshof Köln zusammengefasst. Der Entscheidung des Königs Friedrich Wilhelm III. für Köln war eine intensive Diskussion vorangegangen. Insbesondere Düsseldorf, das im Großherzogtum Berg Sitz des wichtigsten Gerichtes gewesen war, setzte sich heftig dafür ein, selbst Gerichtsstandort zu bleiben. Als Kompensation blieben ein Landgericht und zwei Friedensgerichte in Düsseldorf. Darüber hinaus wurden Düsseldorf eine Kunstschule und ein polytechnisches Institut versprochen.
Das Gericht wurde am 1. September 1819 in der neuen Form eröffnet. Es hatte zunächst 26 Richter. Erster Präsident wurde Heinrich Gottfried Wilhelm Daniels (1819–1827). Dem Gericht waren die sechs Landgerichte nachgeordnet, die aus den bisher 13 Kreisgerichten entstanden waren. Darunter standen die Friedensgerichte.
1. Landgericht Aachen
2. Landgericht Düsseldorf
3. Landgericht Trier
4. Landgericht Kleve
5. Landgericht Köln
6. Landgericht Koblenz

Diese Gerichtsorganisation war für die nächsten sechs Jahrzehnte grundsätzlich stabil. 1834 wurde das Landgericht Elberfeld aus dem Landgericht Düsseldorf, 1835 das Landgericht Saarbrücken aus dem Landgericht Trier und 1850 das Landgericht Bonn aus dem Landgericht Köln herausgelöst.
Im Jahre 1879 wurde das Gericht aufgehoben, und das Oberlandesgericht Köln trat an seine Stelle.

## Gebäude

Der Rheinische Appellationsgerichtshof zu Cöln (1826)

Da Preußen sich weigerte, finanzielle Belastungen für den Sonderweg des Rheinischen Rechts zu übernehmen, und dabei zutreffend von einem großen Interesse Kölns an dem prestigeträchtigen Berufungsgericht ausging, erklärte sich die Stadt Köln – unterstützt durch einen erheblichen Zuschuss der Handelskammer Köln – nach längeren Verhandlungen bereit, für das neue Gerichtsgebäude sowohl das Grundstück zu stellen als auch die Baukosten fast vollständig zu tragen. Der „Rheinische Appellationsgerichtshof zu Cöln“ entstand nach Plänen von Regierungsbaumeister Johann Peter Weyer, der am 20. Juni 1819 die ersten Grundrisse für das halbkreisförmige Gerichtsgebäude vorlegte. Im Jahre 1824 begannen die Bauarbeiten für dieses Justizgebäude in bester Innenstadtlage auf dem Gelände von zwei früheren Klöstern, nämlich auf dem Grundstück des 1805 abgebrannten Augustinerinnenklosters Zum Lämmchen sowie im Weingarten des ehemaligen, 1802 im Rahmen der Säkularisation niedergelegten Zisterzienserinnenklosters St. Mariengarten an der gleichnamigen Gasse. Das neue Justizgebäude wurde am 6. November 1826 seiner Bestimmung übergeben.

## Richter
Die ersten Richter rekrutierten sich überwiegend aus den bisherigen Mittelgerichten des Rheinlandes:
- Johann Anton Schmitz, früher Präfekt des Siegdepartements
- Baumeister, bisher Generaladvokat in Düsseldorf
- Karl Josef von Mylius, komm. Oberbürgermeister der Stadt Köln
- Schmidt, Senatspräsident aus Trier
- Caspar Anton Hartmann, Appellationsrat in Köln
- Carl Theodor Methieu, Appellationsrat in Trier
- Friedrich Ludwig Umbescheiden, Appellationsgerichtsrat in Trier
- Johann Joseph Schreiber, Rat am Revisionshof Koblenz
- Carl Wiendahl, Oberlandgerichtsrat Kleve
- Johann Christian Hermann Rieve, Oberlandgerichtsrat Kleve
- Theodor Schramm, Appellationsgerichtsrat in Düsseldorf
- Johann Joseph Lenzen, Appellationsgerichtsrat in Düsseldorf
- Adolph Haugh, Appellationsgerichtsrat in Düsseldorf
- Franz Anton Sybenius, Appellationsgerichtsrat in Düsseldorf
- von Gerolt, Karl Ferdinand, Appellationsgerichtsrat in Köln, Initiator und Mitglied des Zentral-Dombau-Verein zu Köln
- Peter Schwarz, Mitglied der Immediatjustizkommission
- Johann Friedrich Müller, Mitglied der Immediatjustizkommission
- Peter Ignatz de Lassaulx, Kreisgerichtspräsident am Kreisgericht Malmedy
- Ferdinand Joseph Effertz, Appellationsgerichtsrat in Köln
- von Breuning, Revisionsgerichtsrat in Koblenz
- Carl Caspar Joseph von Herrestorff, Kreisgerichtspräsident am Kreisgericht Koblenz
- Peter Joseph Müller, Kreisgerichtsvizepräsident am Kreisgericht Düsseldorf
- Graun, Oberlandesgerichtsrat in Frankfurt/Oder
- Oswald, Stadtrichter in Münsterberg in Schlesien

Präsidenten:
- Heinrich Gottfried Wilhelm Daniels (1817–1827 Präsident)
- Peter Schwarz (1832–1851 Präsident)
- Johann Karl Anton Broicher (1843–1851 Rat, 1855–1868 Präsident)
- Heinrich Heimsoeth (1855–1870, Senatspräsident, 1870–1879 Präsident, danach OLG-Präsident)

1817 wurde außerdem der Senatspräsident des Appellationsgerichtshofs Düsseldorf, Johann Peter Arnold von Hymmen als „Ehrenpräsident“ nach Köln versetzt.
Weitere Richter:
- Friedrich Wilhelm Ernst von Schiller, Sohn des Dichters Friedrich von Schiller, Appellationsgerichts-Rat von 1835 bis zu seinem Tod im Jahr 1841
- Ferdinand Franz Grimm (1844–1848 Rat)
- Karl Joseph Haugh 1866 bis 1883 Senatspräsident am Appellationsgerichtshof Köln